# Międzynarodowa Organizacja Nadzorów Emerytalnych
Międzynarodowa Organizacja Nadzorów Emerytalnych (ang. International Organisation of Pension Supervisors, w skrócie IOPS) – Międzynarodowa Organizacja Nadzorców Emerytalnych powstała w 2004 r. z przekształcenia Międzynarodowego Zrzeszenia Regulatorów Emerytur (INPRS), organizacji działającej pod auspicjami Organizacji Współpracy Gospodarczej i Rozwoju (OECD). Jest to niezależna organizacja międzynarodowa o ogólnoświatowym zasięgu, skupiająca organy sprawujące nadzór nad systemami emerytalnymi. Obecnie Organizacja zrzesza ponad 70 członków, Komisja Nadzoru Finansowego jest członkiem IOPS od początku jego istnienia. IOPS współpracuje ściśle m.in. z Bankiem Światowym, Międzynarodowym Funduszem Walutowym (MFW), Międzynarodowym Stowarzyszeniem Nadzorców Ubezpieczeniowych (IAIS) i Organizacją Współpracy Gospodarczej i Rozwoju (OECD). Do zadań organizacji należy m.in. ustanawianie standardów, zaleceń i zasad dotyczących nadzoru i regulacji sektora emerytalnego, ułatwianie współpracy międzynarodowej pomiędzy nadzorcami, jak i innymi zainteresowanymi stronami, prowadzenie badań i analiz w zakresie systemów emerytalnych i nadzoru nad nimi, wspieranie dystrybucji i komunikacji dorobku naukowego w tej dziedzinie, gromadzenie informacji na ten temat we współpracy z innymi instytucjami i organizacjami międzynarodowymi.
Organizacja opracowuje m.in. zasady i zalecenia dotyczące nadzoru nad prywatnymi systemami emerytalnymi (IOPS principles of private pension supervision). Uchwalone w 2006 roku Zasady Nadzoru nad Prywatnymi Systemami Emerytalnymi są dostępne w witrynie IOPS.